# Geno Atkins
Gene Renard Atkins Jr., detto Geno (Ft. Lauderdale, 28 marzo 1988), è un ex giocatore di football americano statunitense che ha militato nel ruolo di defensive tackle per tutta la carriera con i Cincinnati Bengals della National Football League (NFL). Fu scelto nel corso del quarto giro (120º assoluto) del Draft NFL 2010. Al college ha giocato a football all'Università della Georgia.

## Carriera

### Cincinnati Bengals
Atkins fu scelto nel corso del quarto giro del Draft 2010 dai Cincinnati Bengals. Nella sua stagione da rookie disputò tutte le 16 partite, una delle quali come titolare, mettendo a segno 16 tackle e un sack.

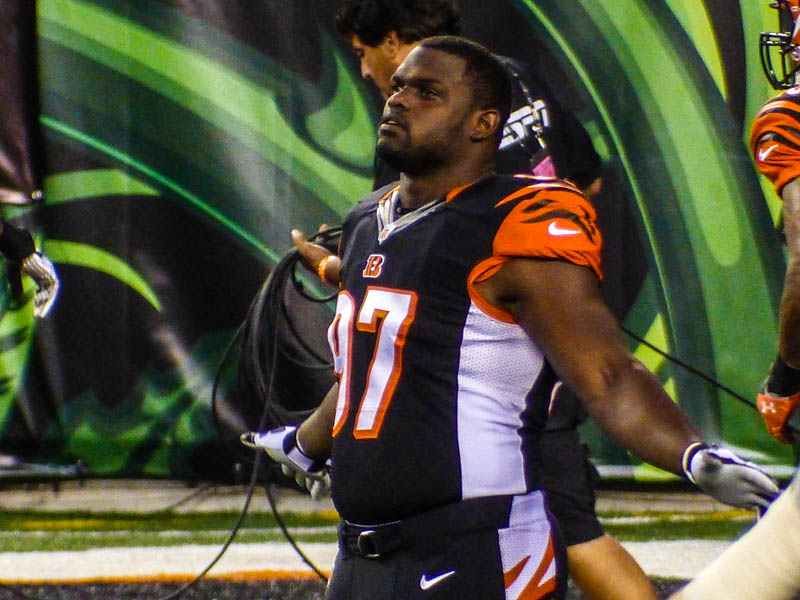
Atkins nella stagione 2013

Nella sua seconda stagione, Atkins divenne stabilmente titolare e guidò la squadra con 7,5 sack, contribuendo al record di 9-7 dei Bengals e al raggiungimento dei playoff. I suoi 7,5 sack nel 2011 furono il massimo per un defensive tackle alla pari di Tommy Kelly degli Oakland Raiders. Atkins fu convocato per il suo primo Pro Bowl, partendo come titolare dopo che Vince Wilfork dovette rinunciare per partecipare al Super Bowl, e fu inserito nel Second-Team All-Pro.
La stagione 2012 di Atkins iniziò con due sack su Joe Flacco dei Baltimore Ravens, la prima di tre partite in stagione in cui mise a segno più di un sack a partita. Le altre furono nella settimana 4 contro i Jacksonville Jaguars e nella settimana 16 contro i Pittsburgh Steelers, gara in cui i Bengals si assicurarono la seconda partecipazione ai playoff consecutiva.
Il 26 dicembre 2012, Geno fu convocato per il secondo Pro Bowl in carriera. Il 12 gennaio 2013 fu inserito nel First-team All-Pro e a fine anno fu posizionato al numero 36 nella classifica dei migliori cento giocatori della stagione.
Il 2 settembre 2013, Atkins firmò un prolungamento contrattuale con i Bengals della durata di 5 anni per un valore massimo di 55 milioni di dollari, 22 milioni dei quali nei primi sei mesi. Nella settimana 2 mise a segno il suo primo sack stagionale nella vittoria sugli Steelers e altri 1,5 due settimane dopo contro i Browns. Nella settimana 9 contro i Miami Dolphins, Atkins subì la rottura del legamento anteriore del ginocchio destro e fu costretto a concludere in anticipo la sua stagione. A fine anno fu comunque votato al 48º posto nella NFL Top 100 dai suoi colleghi.
Atkins tornò in campo nel 2014, venendo convocato per il suo terzo Pro Bowl dopo l'infortunio di Ndamukong Suh, convocazione che ottenne anche l'anno successivo, quando venne inserito anche nel First-team All-Pro dopo avere messo a segno 11 sack.
Nel quattordicesimo turno della stagione 2016, Atkins fu premiato come miglior difensore della AFC della settimana dopo avere messo a segno 5 tackle e 2 sack nella vittoria sui Cleveland Browns. A fine stagione fu convocato per il quinto Pro Bowl in carriera.

## Palmarès
- Convocazioni al Pro Bowl: 7

2011, 2012, 2014, 2015, 2016, 2017, 2019
- First-team All-Pro: 2

2012, 2015
- Second-team All-Pro: 1

2011
- Formazione ideale della NFL degli anni 2010

## Vita privata
Il padre, Gene, giocò come safety nella NFL dal 1987 al 1994.